# Amstel Gold Race 2016
L'Amstel Gold Race 2016 va ser la 51a edició de l'Amstel Gold Race i es disputà el 17 d'abril de 2016, sobre un recorregut de 248,7 km, entre Maastricht i Valkenburg. Aquesta fou l'onzena prova de l'UCI World Tour 2016 i primera del tríptic de les Ardenes, abans de la Fletxa Valona i la Lieja-Bastogne-Lieja.
El vencedor final fou l'italià Enrico Gasparotto (Wanty-Groupe Gobert), que s'imposà a l'esprint al seu company d'escapada, el danès Michael Valgren (Team Tinkoff). Ambdós s'havien escapolit del gran grup durant la darrera ascensió al Cauberg, però Gasparotto, que ja havia guanyat l'edició de 2012, demostrà tenir un major punt de velocitat. El triomf fou molt emotiu, ja que se'l dedicà al seu company d'equip Antoine Demoitié, mort pocs dies abans durant la disputa de la Gant-Wevelgem. Encapçalant el gran grup arribà Sonny Colbrelli (Bardiani CSF).

## Equips participants
En ser l'Amstel Gold Race una prova de l'UCI World Tour, els 18 World Tour són automàticament convidats i obligats a prendre-hi part. A banda, set equips són convidats a prendre-hi part per formar un pilot de 25 equips i 200 corredors.
| Núm.    | Codi | Equip                                |
| ------- | ---- | ------------------------------------ |
| 1-8     | SKY  | Team Sky                             |
| 11-18   | EQS  | Etixx-Quick Step                     |
| 21-28   | MOV  | Movistar Team                        |
| 31-38   | OGE  | Orica-GreenEDGE                      |
| 41-48   | TGA  | Team Giant-Alpecin                   |
| 51-58   | LTS  | Lotto Soudal                         |
| 61-68   | BMC  | BMC Racing Team                      |
| 71-78   | TLJ  | Team LottoNL-Jumbo                   |
| 81-88   | LAM  | Lampre-Merida                        |
| 91-98   | TNK  | Team Tinkoff                         |
| 101-108 | TFS  | Trek-Segafredo                       |
| 111-118 | AST  | Astana Qazaqstan Team Trek-Segafredo |
| 121-128 | KAT  | Team Katusha                         |

| Núm.    | Codi | Equip                       |
| ------- | ---- | --------------------------- |
| 131-138 | ALM  | AG2R La Mondiale            |
| 141-148 | FDJ  | FDJ                         |
| 151-158 | IAM  | IAM Cycling                 |
| 161-168 | CPT  | Cannondale                  |
| 171-178 | DDD  | Dimension Data              |
| 181-188 | TSV  | Topsport Vlaanderen-Baloise |
| 191-198 | ROO  | Roompot Oranje Peloton      |
| 201-208 | WGG  | Wanty-Groupe Gobert         |
| 211-218 | DEN  | Direct Énergie              |
| 221-228 | CCC  | CCC Sprandi Polkowice       |
| 231-238 | NIP  | Nippo-Vini Fantini          |
| 241-248 | BAR  | Bardiani CSF                |

## Recorregut

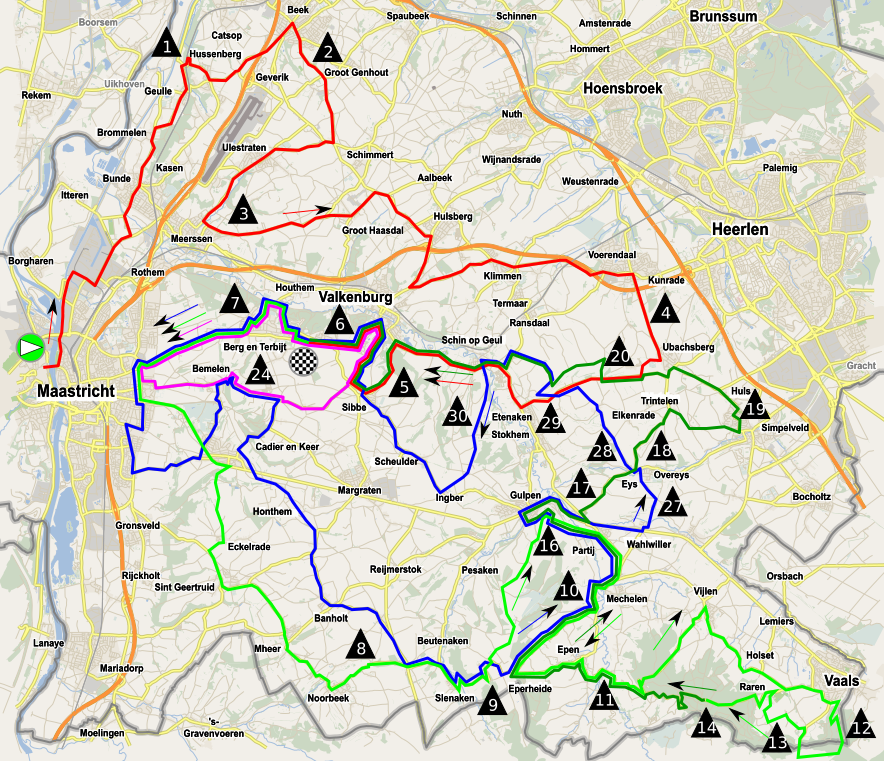
Recorregut de l'edició de 2016

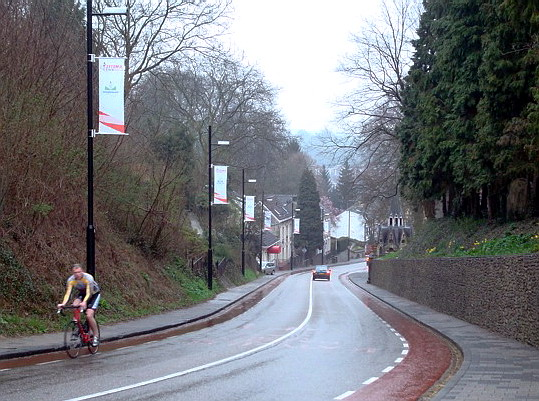
El Cauberg, que es puja quatre vegades durant l'Amstel Gold Race

El recorregut compta amb 248,7 quilòmetres i 34 cotes. Després de la sortida a Maastricht i l'ascens a les primeres cotes de la cursa, el recorregut es dirigeix a la primera de les quatre ascensions al Cauberg (km 54). Quinze cotes s'hauran de pujar abans de tornar a ascendir el Cauberg (km 165), que enllaça amb el Geulhemmerberg i el Bemelerberg.
Un cop superat aquest trio de cotes quedaran uns 70 km i deu cotes, entre les quals la difícil ascensió al Keutenberg, situat a 31 km de meta, just abans de tornar a encadenar el Cauberg-Geulhemmerberg Bemelerberg. L'arribada no se situa al capdamunt del Cauber, sinó 1,8 km després, per tal d'ampliar el ventall de vencedors.
| Núm. | Nom            | Llargada (m) | Pendent mitjana | Km a meta |
| ---- | -------------- | ------------ | --------------- | --------- |
| 1    | Slingerberg    | 1.200        | 5,4 %           | 241,9     |
| 2    | Adsteeg        | 620          | 4,7 %           | 237,2     |
| 3    | Lange Raarberg | 1.000        | 4,3 %           | 229       |
| 4    | Bergseweg      | 2.200        | 3,4 %           | 213,3     |
| 5    | Sibbergrubbe   | 2.000        | 4,1 %           | 201,6     |
| 6    | Cauberg        | 1.500        | 7 %             | 197,2     |
| 7    | Geulhemmerberg | 1.000        | 5,8 %           | 191,8     |
| 8    | Wolfsberg      | 500          | 5,8 %           | 173,2     |
| 9    | Loorberg       | 1.600        | 5,1 %           | 170,1     |
| 10   | Schweiberg     | 3.000        | 3,7 %           | 158,8     |
| 11   | Camerig        | 3 600        | 7 %             | 152,4     |
| 12   | Vaalserberg    | 2.600        | 4,2 %           | 141,9     |
| 13   | Gemmenicherweg | 2.000        | 5,4 %           | 137,4     |
| 14   | Vijlenerbos    | 1.800        | 5,1 %           | 133,6     |
| 15   | Eperheide      | 2.300        | 4,5 %           | 124,9     |
| 16   | Gulperberg     | 1.100        | 5,2 %           | 116,3     |
| 17   | Plettenberg    | 1.200        | 3,7 %           | 112,8     |
| 18   | Eyserweg       | 2.100        | 4,4 %           | 110,7     |
| 19   | Huls           | 900          | 8,3 %           | 106,2     |
| 20   | Vrakelberg     | 600          | 7,7 %           | 100,9     |
| 21   | Sibbergrubbe   | 2.000        | 4,1 %           | 93,2      |
| 22   | Cauberg        | 1.500        | 7 %             | 88,8      |
| 23   | Geulhemmerberg | 1.000        | 5,8 %           | 84,2      |
| 24   | Bemelerberg    | 1.200        | 4 %             | 71,5      |
| 25   | Loorberg       | 1.600        | 5,1 %           | 56,2      |
| 26   | Gulperberg     | 600          | 9,8 %           | 46,7      |
| 27   | Kruisberg      | 800          | 8,4 %           | 41,3      |
| 28   | Eyserbosweg    | 1.100        | 7,9 %           | 39,4      |
| 29   | Fromberg       | 1.200        | 4,8 %           | 35,6      |
| 30   | Keutenberg     | 1.700        | 6,1 %           | 31,1      |
| 31   | Cauberg        | 1.500        | 7 %             | 21,1      |
| 32   | Geulhemmerberg | 1.000        | 5,8 %           | 18,5      |
| 33   | Bemelerberg    | 1.200        | 4 %             | 7,8       |
| 34   | Cauberg        | 1.500        | 7 %             | 2,6       |

## Classificació final
|    | Ciclista                 | Equip               | Temps      | World Tour Punts |
| -- | ------------------------ | ------------------- | ---------- | ---------------- |
| 1  | Enrico Gasparotto (ITA)  | Wanty-Groupe Gobert | 6h 18' 03" | -                |
| 2  | Michael Valgren (DEN)    | Team Tinkoff        | m. t.      | 60               |
| 3  | Sonny Colbrelli (ITA)    | Bardiani CSF        | + 4"       | -                |
| 4  | Bryan Coquard (FRA)      | Direct Énergie      | + 4"       | -                |
| 5  | Michael Matthews (AUS)   | Orica-GreenEDGE     | + 4"       | 30               |
| 6  | Julian Alaphilippe (FRA) | Etixx-Quick Step    | + 4"       | 22               |
| 7  | Diego Ulissi (ITA)       | Lampre-Merida       | + 4"       | 14               |
| 8  | Giovanni Visconti (ITA)  | Movistar Team       | + 4"       | 10               |
| 9  | Loïc Vliegen (BEL)       | BMC Racing Team     | + 4"       | 6                |
| 10 | Tim Wellens (BEL)        | Lotto Soudal        | + 4"       | 2                |